# Normalna matrika
Normalna matrika je kompleksna kvadratna matrika (ima isto število stolpcev in vrstic) za katero velja:
{\displaystyle A^{*}A=AA^{*}\!\,,}
kjer je:
- {\displaystyle A^{*}\!\,} – konjugirano transponirana matrika matrike {\displaystyle A\!\,}.

To pomeni, da je matrika {\displaystyle A\!\,} normalna, če komutira s svojo konjugirano transponirano matriko. Za realne matrike je to:
{\displaystyle A^{T}\cdot A=A\cdot A^{T}\!\,.}
Kvadratna matrika {\displaystyle A\!\,} je normalna, če in samo če obstaja takšna unitarna matrika {\displaystyle U\!\,} z isto razsežnostjo, da je {\displaystyle U^{-1}AU\!\,} diagonalna matrika. To pravilo se imenuje tudi spektralno pravilo. Elementi diagonalne matrike {\displaystyle U^{-1}AU\!\,} so lastne vrednosti.
Če je {\displaystyle A\!\,} realna matrika, potem je {\displaystyle A^{*}=A^{T}\!\,} in je matrika normalna, če je {\displaystyle A^{T}A=AA^{T}\!\,}.
Normalnost matrike je primeren test za možnost diagonalizacije matrike. Vsaka normalna matrika se lahko pretvori v diagonalno matriko z enotsko transformacijo in vsaka matrika, ki se jo lahko diagonalizira z enotsko transformacijo, je normalna matrika. 
Med kompleksnimi matrikami so vse unitarne, hermitska in poševnohermitske normalne matrike. Med realnimi matrikami so normalne vse ortogonalne, simetrične in poševnosimetrične matrike (antisimetrične).